# Bataille du Bogside
Conflit nord-irlandais
La bataille du Bogside est le nom donné à trois jours d'émeutes opposant la population catholique du Bogside à la police royale de l'Ulster (RUC), à Derry en Irlande du Nord, entre le 12 et le 14 août 1969.
Tout débuta par une marche des Apprentice Boys of Derry, réunissant 15 000 protestants le long du mur d'enceinte de Derry, près du quartier catholique du Bogside. Le gouvernement avait hésité à autoriser son déroulement au vu des risques de violence. La Police royale d'Ulster (RUC) intervint dans le Bogside alors que se déroulaient des réunions opposées à cette marche. La population se souleva et érigea des barricades tout autour du quartier, organisant son autodéfense autour de la Derry Citizens' Defence Association. La RUC et les Ulster Special Constabulary essayèrent de réinvestir le Bogside, suivis immédiatement par les loyalistes qui s'attaquèrent à la population et aux maisons. L'embrasement se répandit dans d'autres villes d'Irlande du Nord, notamment Belfast, Armagh et Newry, où se multiplièrent les agressions de catholiques.
Le 14 août, James Callaghan autorisa l'intervention de l'armée qui, menée par le général Ian Freeland, s'interposa immédiatement entre les deux communautés à la place de la police. La population du Bogside acclama cette arrivée qui mettait fin aux violences,. Ces deux jours de violence firent neuf morts, 750 blessés (dont 150 par balles), entre 180 et 500 maisons détruites tandis que 1 820 familles, majoritairement catholiques, durent fuir leur foyer. Les dommages furent estimés à 2,5 millions de livres sterling,.
À la suite de cette bataille, à laquelle elle n'a pas participé, l'armée républicaine irlandaise, organisation paramilitaire irlandaise existant depuis 1922, se scinde entre IRA provisoire (privilégiant l'action armée) et IRA officielle (privilégiant l'action politique) en décembre 1969.